# L'Incarnation du Christ

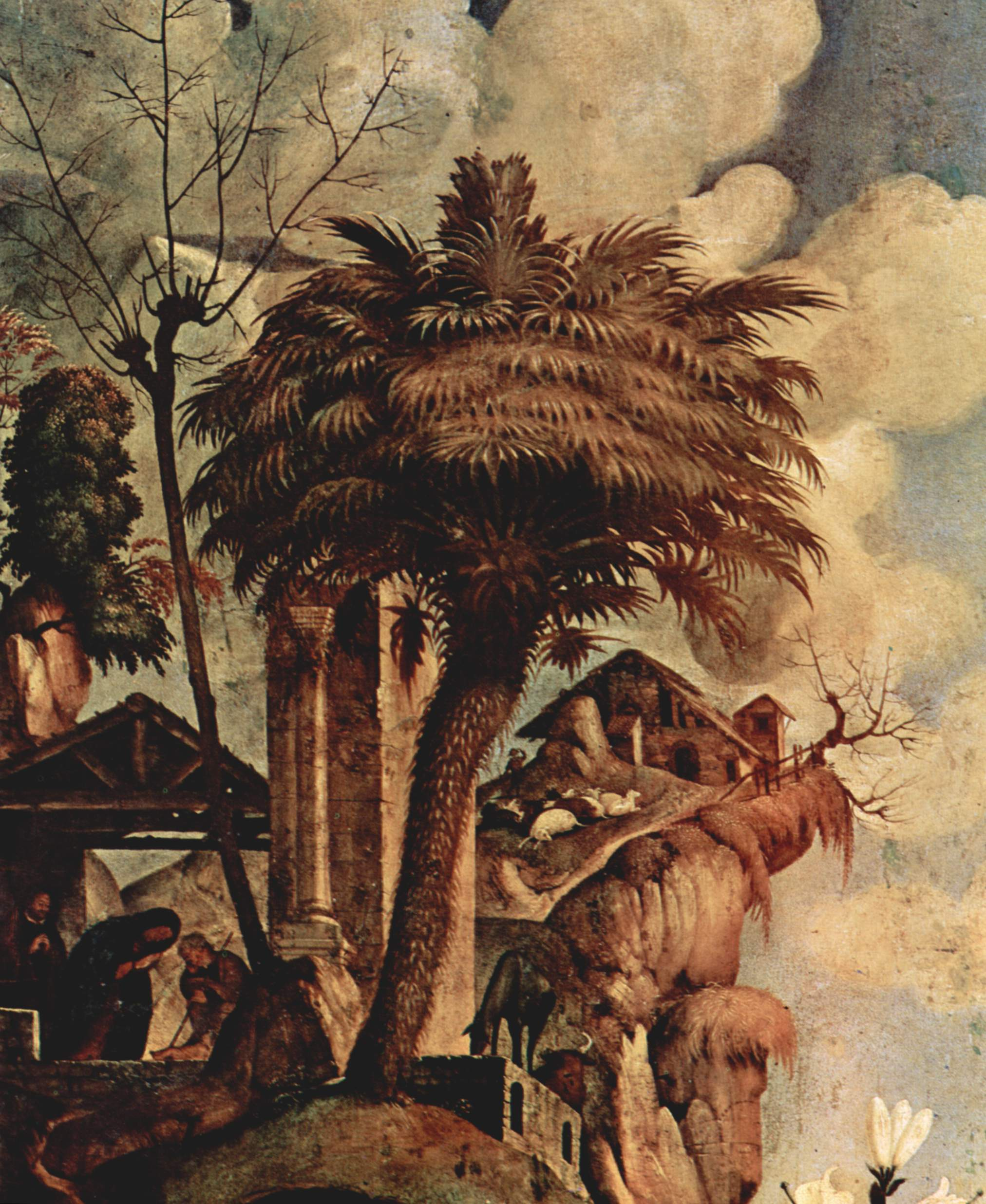
Détail des scènes de gauche.

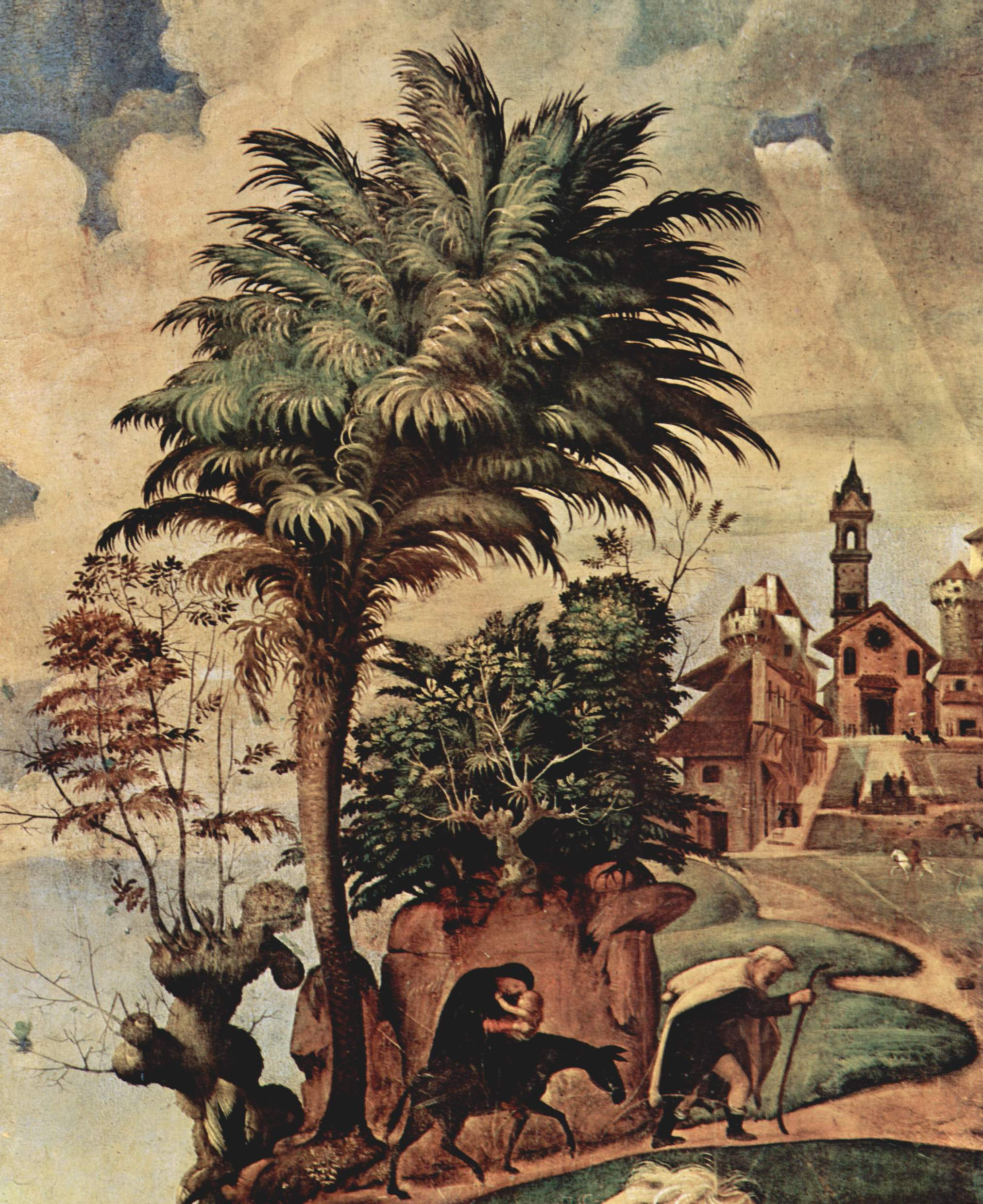
Détail des scènes de droite.

L'Incarnation du Christ (en italien : Incarnazione di Cristo) est une peinture à l'huile de Piero di Cosimo sur panneau de 206 × 172 cm, datant d'environ 1505, conservée à la Galerie des Offices de Florence.

## Histoire
L'œuvre était initialement installée dans la chapelle Tedaldi de la  basilique della Santissima Annunziata de Florence, et équipée pendant un temps d'une prédelle. 
En 1670, elle fut acquise par le cardinal Léopold de Médicis, et, en 1804, aux Offices.
On connaît en outre un dessin préparatoire au Kunsthalle de Brème (par une photographie faite avant sa destruction pendant la guerre), et une étude à la Bibliothèque royale de Turin.

## Thème
Le thème de l'Incarnation du Christ est peu répandu dans l'iconographie chrétienne par la difficulté de la symbolique de sa représentation. Ici le peintre complète la représentation de la Vierge en majesté (trônant et accompagnée de figures saintes), par des scènes de la Vie de la Vierge incluses sans discontinuité  spatiale : l'Annonce aux bergers, la Nativité, la Fuite en Égypte,  seule l'Annonciation est placée dans le registre sculpté du piédestal.

## Description
La Vierge Marie, la main placé sur son ventre proéminent est placée au centre de la composition, debout sur un socle architectural dont le fronton représente en bas-relief  l'Annonciation ; elle lève le regard vers la colombe du Saint-Esprit planant au-dessus d'elle. Deux figures saintes féminines sont agenouillées au premier plan dans une pose symétrique : Catherine d'Alexandrie tenant un livre et une palme à gauche (avec un morceau de la roue de son martyre à ses pieds), sainte Marguerite d'Antioche en face d'elle à droite, les mains jointes sur un chapelet et un crucifix ; toutes les deux regardent la Vierge. Derrière elles un second plan contient deux saints : à gauche saint  Jean l'évangéliste indiquant le ventre de la Vierge (avec derrière lui, l'aigle du tétramorphe le symbolisant) ; à droite saint Pierre tenant la clef du Paradis. Dans un troisième plan, à gauche Philippe Benizi tenant un lys, et à droite Antonino Pierozzi, saint Antonin de Florence, protecteur de la ville.
Ce groupe est placé au fond d'un vallon encadré par deux collines escarpées sur lesquelles on peut découvrir les scènes annexes, à gauche, de la Nativité et de l'Annonce faite aux bergers ; à droite la fuite en Égypte sous un des palmiers encadrant le bord des rochers.  Au fond, également à droite, un ensemble de bâtiments conventuels termine le paysage.
Le fond du vallon s'ouvre sur un paysage citadin et se termine par un ciel clair s'assombrissant en allant vers le haut de la toile d'où émergent des rayons de gloire.
Les saints portent tous une  auréole fine cerclée et rayonnante.

## Analyse
On remarquera la composition pyramidale plaçant  la Vierge au sommet d'un triangle et les deux saintes en symétrie à sa base.
La composition se continue symétriquement par les bords escarpés des collines, les palmiers, les nuages.
Les personnages debout adoptent un léger contrapposto  et des poses étudiées.
Les bâtiments de l'extrême haut du paysage à droite seraient ceux du sanctuaire de Montesenario, le couvent-mère des Servites de Marie, commanditaires de l'œuvre.